# Zbór Chrystusa Zbawiciela we Fromborku
Zbór Chrystusa Zbawiciela we Włocławku – zbór Kościoła Zielonoświątkowego w RP działający we Fromborku.

## Historia
W 1989 we Fromborku założona została filia Kościoła Zielonoświątkowego w Elblągu, która została przekształcona w samodzielny zbór w dniu 23 lipca 1991, skupiając początkowo 12 członków. Pełniącym obowiązki pastora nowego zboru został diakon Wojciech Gajewski. Spotkania wspólnoty odbywały się w świetlicy należącej do Miejskiego Domu Kultury, prowadzone były nabożeństwa niedzielne oraz nabożeństwo tygodniowe.
11 sierpnia 1991 miał miejsce pierwszy chrzest, który został przeprowadzony w rzece Bauda. Od września 1991 zainaugurowano posiedzenia tymczasowej rady zborowej, która z dniem 13 października 1991 została przeformowana w czteroosobową radę starszych. Początkiem 1992 zainaugurowano prowadzenie zajęć szkółki niedzielnej. Również w 1992 utworzony został zespół muzyczny.
Jesienią 1992 zbór dokonał zakupu od miasta pomieszczeń w dawnym domu parafialnym przy byłym kościele ewangelickim we Fromborku przy ul Elbląskiej 5. Po przeprowadzonym remoncie siedziba zboru została otwarta 8 listopada 1992 podczas odbywającego się wówczas nabożeństwa, na którym poza przedstawicielami kościoła gościli również członkowie władz miejskich. Dokonano także wówczas wprowadzenia w urząd pastora zboru Wojciecha Gajewskiego, który uprzednio 22 lutego 1999 przyjął ordynację na prezbitera.
Od 1993 rozpoczęły się zajęcia dwustopniowego katechumenatu. Powstały wówczas także stanowiska dwóch diakonów zborowych, na które wybory przeprowadzone zostały 26 września 1993. W 1993 zainaugurowano ponadto działalność dwóch grup domowych. Jedna z nich prowadziła spotkania w Braniewie, a jej liderem został diakon Arkadiusz Sobasz. W 1993 rozpoczęła też funkcjonowanie grupa młodzieżowa, której liderem został diakon Sobasz.
Wspólnie ze zborem w Kwidzynie w latach 1994–1996 zorganizowano wspólny trójroczny cykl rekolekcji, co doprowadziło do zacieśnienia relacji między tymi dwoma wspólnotami.
W 1995 na bazie grupy domowej działającej w Braniewie została tam powołana filia zboru. Ponadto w 1995 we Fromborku zainaugurowano spotkania dla kobiet, które określane były jako „spotkania kobiałkowe”.
W 1996 do fromborskiego zboru przystąpił prezb. Włodzimierz Kobus, pełniący wcześniej stanowisko pastora zboru w Olsztynie oraz kapelana więziennego. W związku z tym zbór we Fromborku rozpoczął działalność misyjną na terenie Zakładu Karnego w Braniewie. W 1997 włączono się również w ruch ekumeniczny.
W 1998 diakon Arkadiusz Sobasz rozpoczął równoczesne pełnienie obowiązków pastora w zborze w Malborku, które sprawował do 2003. Doprowadziło to do zintensyfikowania kontaktów z mrągowską wspólnotą. W 2004 diakon Sobasz został pastorem Zboru Kościoła Chrześcijan Baptystów w Koszalinie, a stanowisko w zborze we Fromborku oraz funkcję lidera młodzieżowego przejął od niego Przemysław Paćko, który pełnił ponadto funkcję katechety oraz animatora jednej z grup domowych.
W 1999 zbór zaangażowany był w dystrybucję na terenie miasta filmu „Jezus”. 23 maja 2003 w budynku kina miał miejsce zorganizowany przez wspólnotę spektakl „Bramy Nieba i Płomienie Piekła”, natomiast w okresie 2004–2005 odbyły się letnie kampanie ewangelizacyjne, które zbór przeprowadził dzięki pomocy młodzieży będącej członkami misji „Generacja T”. Podczas akcji nad Zalewem Wiślanym został ustawiony namiot, w którym miały miejsce nabożeństwa, pokazy filmów i koncerty gospel. Prowadzone były wówczas też zajęcia sportowe oraz spotkania dla dzieci i młodzieży. W latach 2007–2009 zbór zorganizował koncerty Tomasza Żółtko, natomiast w 2009 – Jurka Dajuka. Jesienią 2009 powstała grupa wsparcia dla osób z problemem alkoholowym, natomiast od 2012 prowadzone są Kursy Alpha.
Na koniec 2010 zbór skupiał 91 wiernych, w tym 58 ochrzczonych.
28 lutego 2015 utworzono Otwartą Fromborską Akademię Biblijną, prowadzącą comiesięczne wykłady. W 2016 dokonano remontu generalnego kaplicy użytkowanej przez zbór, która została powiększona dzięki połączeniu jej z sąsiednią salą. Pozyskano także nowe powierzchnie na skutek dobudowania do siedziby zboru nowego pomieszczenia. Ponadto w lipcu 2016 wspólnota dokonała zakupu nowego budynku zlokalizowanego przy ul. Elbląskiej 38, który został przystosowany następnie na drugą, większą kaplicę.
W 2017 zbór skupiał ponad 100 wiernych, z czego około 80 ochrzczonych członków.

## Działalność
Nabożeństwa niedzielne prowadzone są w kaplicy „Ekklesia” przy ul. Elbląskiej 38, natomiast nabożeństwa tygodniowe odbywają się w kaplicy „Parakletos“ przy ul. Elbląskiej 5.
Na czele wspólnoty stoi Rada Zboru, w skład której wchodzi pastor oraz trzech pozostałych członków tworzących Radę Starszych oraz dwóch diakonów.
Prowadzone są zajęcia szkółki niedzielnej dla dzieci, spotkania młodzieżowe oraz spotkania dla kobiet. Organizowane są Kursy Alpha, działa biblioteka oraz księgarnia. Odbywają się spotkania w pięciu grupach domowych na terenie Braniewa, Fromborka i Elbląga.